# Lamibois (LVL)
Pour les articles homonymes, voir LVL.

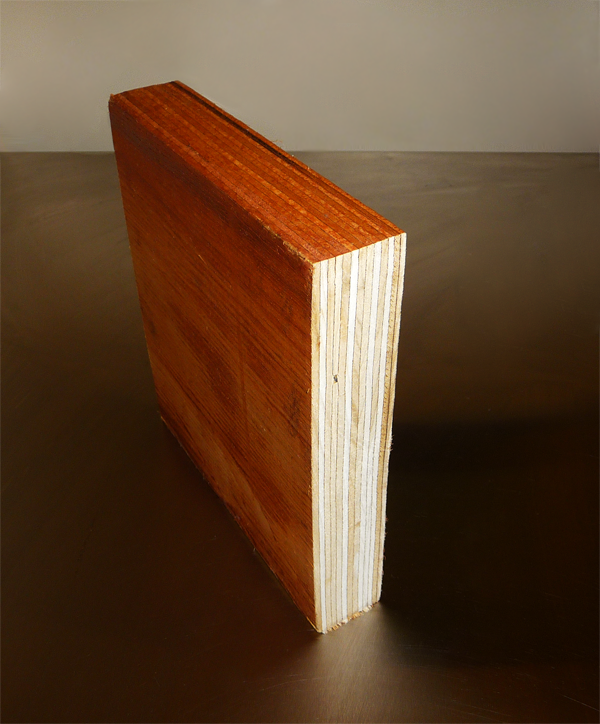
Détail d’un lamibois (LVL)

Le lamibois ou  bois lamifié ou bois en placage stratifié (en anglais Laminated Veneer Lumber, LVL, en Amérique du Nord il est quelquefois appelé par la marque commerciale Microllam) est un matériau composite constitué de couches de placage de bois stratifié avec un adhésif. Les fibres du placage sont principalement orientées dans la même direction (orientation parallèle),. Pour un usage structurel, certain lamibois peuvent avoir un placage à fils croisés.  
Le LVL appartient à la famille de bois d'ingénierie appelée bois composite structurel. D'autres membres de cette famille sont le PSL et le LSL. Tous les membres de cette famille ont une grande résistance mécanique et sont interchangeables pour certaines applications.

## Propriétés
Le nombre minimum de placages dans une section transversale est de cinq. L’épaisseur de chaque placage est usuellement de 3 mm et au maximum de 6 mm.
Le lamibois permet la fabrication de pièces de grandes dimensions, de forte stabilité dimensionnelle et de grandes résistances mécaniques. Les axes longitudinaux des fibres des différentes couches ont tendance à être alternées afin de réduire le gonflement et le retrait des panneaux.

## Fabrication
Le lamibois est fabriqué en collant des couches de placage sèches entre elles avec des adhésifs organiques résistant à l’eau. L’assemblage est ensuite cuit dans une presse chaude. 

## Utilisation
Le lamibois est utilisé dans la construction de grande portée avec contraintes structurelles importantes :
- poutres porteuse de section rectangulaire ;
- poteaux ;
- portiques agricoles ;
- charpentes ;
- planchers en panneaux autoportants à plat.

## Produits commerciaux
Le lamibois est vendu, entre autres, sous les noms commerciaux « Kerto » de Metsä Wood, « Microllam LVL » de Weyerhaeuser, « LP SolidStart LVL » de Louisiana-Pacific et « BauBuche (bois de hêtre) » de Pollmeier (de). Un nouveau LVL 100% français fera bientôt son apparition d'ici fin 2025 sous le nom « TEBOLVL » du Groupe THEBAULT